# Anywoli
Lo Anywoli è un gioco da tavolo astratto della famiglia dei mancala. È un gioco tradizionale del popolo Anuak, che vive nella provincia di Gambela, in Etiopia, e nelle regioni di Akobo, Pochalla e Jokau nel Sudan. Il nome del gioco significa letteralmente "dare alla luce" (far nascere). L'Anywoli presenta analogie con i mancala della Nigeria e del Ghana, quali il Ba-awa e l'Obridjie.

## Regole
Per informazioni sulla terminologia usata in questa sezione, vedi la voce mancala

### Tavoliere e disposizione iniziale
L'Anywoli si gioca con un tavoliere da mancala composto da due righe di dodici buche; gli Anuak chiamano le buche "oto" (plurale "udi"), che significa casa. In ogni buca si collocano inizialmente 4 semi, chiamati "nyibaré", che significa "figli del gioco da tavolo".
4 4 4 4 4 4 4 4 4 4 4 4
4 4 4 4 4 4 4 4 4 4 4 4
I giocatori muovono a turno; ognuno controlla la fila di buche più vicina a sé.

### Turno
Al proprio turno, il giocatore prende tutti i semi da una delle buche della propria fila e li semina in sento antiorario, con una semina a staffetta. La staffetta si conclude solo quando l'ultimo seme viene deposto in una buca vuota o in seguito a una cattura (vedi sotto).
Se in qualunque momento, durante una semina, una buca si trova a contenere esattamente quattro semi, i quattro semi sono immediatamente tolti dal gioco e vengono messi da parte dal giocatore che possiede la buca. Se l'ultimo seme di una semina viene deposto in una buca che conteneva tre semi (portando il totale a quattro), questa cattura è a favore del giocatore che stava muovendo, indipendentemente dalla posizione della buca. Questa cattura pone anche termine alla mossa.

### Fine del gioco e vittoria
Quando sul tavoliere restano solo 8 semi, il giocatore che ha mosso per primo li cattura istantaneamente e il gioco termina. Vince chi ha catturato più semi.